# Петър Пашов
Петър Пашов е български езиковед, професор в Софийския университет. Автор е на книгата „Практическа българска граматика“.

## Биография
Петър Минков Пашов е роден на 1 април 1931 г. в с. Малкочево, Севлиевско.

### Образование
Основно образование той получава в родното си място, а през 1949 г. завършва Севлиевската мъжка гимназия. Вече като студент в специалността българска филология в Софийския държавен университет, Петър Пашов е един от най-активните участници в кръжока на проф. Стойко Стойков.

### Професионално развитие
Веднага след завършването на висшето си образование през 1953 г., по предложение на проф. Ст. Стойков, проф. Л. Андрейчин и проф. К. Мирчев, П. Пашов е избран за редовен асистент към Катедрата по български език в Софийския университет, където води семинарни упражнения по: съвременен български език, българска диалектология и езикова култура. Доцент (1969) и професор (1978) по съвременен български език в СУ.
Преподавал е във Висшия педагогически институт в Шумен (1971 – 1976). Бил е лектор по български език в Хаванския университет (1962 – 1963) и в Лионския университет (1968 – 1971). Гост-професор в Московския, Упсаленския, Стокхолмския, Хелзинкския и в Осло. Автор е на различни научни публикации. Един от съвременните български езиковеди, които подкрепят отпадането на правилото за пълен и кратък член.

### Административна дейност
Освен активната преподавателска дейност, проф. Пашов има внушителна биография в областта на академичното администриране. Той е бил главен специалист в управление „Висше образование“ и зам.-председател на Комисията по българистика към МНП. В Софийския университет проф. Пашов е бил зам.-директор на Летния семинар по български език и култура за чуждестранни българисти и слависти към СУ (1968), дългогодишен ръководител на Катедрата по български език в СУ, декан на Факултета по славянски филологии, член или ръководител на различни комисии, научни и експертни съвети. Проф. Пашов има изключителни заслуги за основаването и първите стъпки на Висшия педагогически институт в Шумен. Той е първият заместник-ректор по учебната работа там (1971 – 1976) и първият ръководител на Катедрата по български език (1971 – 1978). Проф. Пашов организира учебно-преподавателската и научноизследователската дейност, следвайки най-добрите наши и европейски традиции във висшето образование – полага основите на библиотеката, на научните издания (той е първият редактор на Годишника на Висшия педагогически институт в Шумен) и на вестника, организира авторитетни национални и международни форуми, полага усилия за създаването и развитието на млади специалисти в областта на филологията и за израстването им като учени и преподаватели.

## Награди и отличия
Заради безспорния си принос в академичното строителство на Шуменския университет по повод 70-годишния си юбилей е удостоен със званието почетен доктор на Шуменския университет. 
Удостоен е посмъртно с българо-шведската литературна награда „Артур Лундквист“ (2016), връчвана през година от 1988 до 2016 г. съвместно от НДФ „13 века България“, СУ „Св. Климент Охридски“ и посолството на Швеция в България